# Pseudo (roman)
Pour les articles homonymes, voir Pseudo.
Pseudo est le troisième des romans publiés par Romain Gary sous le pseudonyme d'Émile Ajar, en 1976, un an après le succès de La Vie devant soi.

## Thème
Écrit par Gary après Gros-Câlin et La Vie devant soi, Pseudo raconte comment Ajar (personnifié dans les médias par son neveu Paul Pavlowitch) négocie la phase de signature de contrat avec Gallimard pour ce roman-prix Goncourt 75.
L’auteur passe tour à tour des discussions avec Tonton Macoute, un vieil homme assoiffé de reconnaissance, ancien militant de la France Libre et envieux (auto-représentation de Romain Gary), d’une clinique du Lot à un établissement psychiatrique du Danemark où à chaque fois il reçoit des visites, est guéri sans l’être et surtout sans espérer sortir de la dissimulation et du délire qui monte parfois. La réalité, la lucidité et l’espoir sont des non-valeurs pour Gary et donc constamment suspectes.

## Avis
Ce roman est une suite assez informelle de considérations typiquement garyennes. On n’y trouve pas de scénario, d’intrigue, de construction. Le pessimisme affleure à tout instant. ainsi :
- crainte du réel (on pourchasse tout ce qui peut ramener à son identité et son nom. Même Ajar est chichement nommé par ce texte écrit à la 1re personne au profit d’une série de prénoms tous différents). La vie est un jeu. Un des métiers les plus protégés par Gary est toujours celui de la pute qui joue à l’amour par profession et donc sans illusion.

- crainte de la lucidité parce que voir une vérité n’a évidemment pas de sens (on voit de toutes manières les forces de destruction et de non vie que sont les politiques, la religion à travers le Vatican, l’ONU, etc.)

- crainte de l’espoir qui est illusoire bien entendu puisqu’il porte sans doute une aspiration à un mieux être, un bonheur dérisoire. (par ex Annie, fille du Lot, lui dit :

« Ce n’est pas la peine de te rendre malade uniquement pour faire un troisième bouquin… Et puis le désespoir a déjà tout donné aussi, dit-elle. C’est vrai, pensais-je. Et si j’essayais l’espoir ? Non, je refuse de verser dans la banalité. Ça fait peuple. »
Ce livre est écrit comme une sorte de repérage de l’auteur sur son itinéraire d’écrivain. 
Avec ce texte, Romain Gary brouille les pistes lorsque la rumeur affirme qu'il est celui qui se cache derrière le pseudo Emile Ajar. Après avoir demandé à son petit-cousin Paul Pavlowitch (présenté au public comme son neveu) d'endosser le rôle d'Emile Ajar et de refuser le prix Goncourt pour La Vie devant soi il lui crée une vie de toutes pièces afin de renforcer sa crédibilité auprès du public. 